# 湖南人民广播电台综合广播
湖南新闻广播（Hunan News Radio）是湖南历史最悠久的广播电台，其前身是湖南人民广播电台第一套节目，于1949年11月7日开始播送。 1993年11月6日湖南新闻广播通过改制，确立了“新闻台”的立场，并改呼号为“湖南人民广播卫星频道”。 中波、短波和调频有效覆盖湖南本省与周边省市，同时通过中星6号和中星9号卫星向整个亚洲及太平洋地区播音。
2021年1月22日，湖南广播电视台广播传媒中心新闻事业部正式组建，整合三大频率（102.8新闻综合广播、93.8潇湘之声和90.1湖南经广）的新闻资源。